# Desloratadin
Desloratadin eller (Desloratadine) er et lægemiddel til behandling af allergi. Det er et aktivt metabolit af loratadin.

## Brug
Desloratadin bruges til behandling af allergisk rhinitis og tilstoppet næse.  Det er et væsentligt metabolit af loratadin og de to lægemidler er omtrent lige sikre og effektive.

## Bivirkninger
De mest almindelige bivirkninger er træthed, mundtørhed, hovedpine og mave-tarmproblemer.

## Funktionsprincip
Desloratadin er et tricyklisk antihistamin, som har en selektiv og peripheral H1-antagonist funktion. Det er en antagonist på histamin H1 receptorer og en antagonist på alle undertyper af muscarinic acetylcholin receptorer. Det har en langtidsvarende effekt i moderate og lave doser, det forårsager ikke døsighed, fordi det umiddelbart ikke påvirker centralnervesystemet.

## Kommercielt brug
Desloratadin er tilgængeligt i mange doseringsformer og under mange handelsnavne. Eksempler på handelsnavne er Aerius, Dasselta eller Desloratadine.